# اشتفان فریگانگ
اشتفان فریگانگ (آلمانی: Stephan Freigang؛ زادهٔ ۲۷ سپتامبر ۱۹۶۷) دونده ماراتن و دونده دو استقامت اهل آلمان بود.